# Women’s Premier Ice Hockey League 1992/93
Die Saison 1992/93 war die elfte Austragung der höchsten englischen Fraueneishockeyliga, die British Women's League. Die Ligadurchführung erfolgte durch die English Ice Hockey Association, den englischen Verband unter dem Dach des britischen Eishockeyverbandes Ice Hockey UK. Der Sieger erhielt den Chairman’s Cup.

## Modus
Nach einer Einfachrunde aller Mannschaften (mit Hin- und Rückspiel) erreichten die besten vier die Finalrunde. 

## Hauptrunde
| Platz | Mannschaft              | Spiele | S  | U | N | Tore  | Punkte |
| ----- | ----------------------- | ------ | -- | - | - | ----- | ------ |
| 1.    | Oxford City Rockets (M) | 14     | 14 | 0 | 0 | 78:10 | 28     |
| 2.    | Bracknell Queen Bees    | 14     | 11 | 1 | 2 | 73:29 | 23     |
| 3.    | Dundee Royals           | 14     | 5  | 2 | 7 | 39:52 | 12     |
| 4.    | Durham Dynamites (N)    | 14     | 3  | 5 | 6 | 39:55 | 11     |
| 5.    | Swindon Top Cats        | 14     | 4  | 3 | 7 | 45:62 | 11     |
| 6.    | Sunderland Scorpions    | 14     | 4  | 2 | 8 | 31:42 | 10     |
| 7.    | Nottingham Vipers       | 14     | 4  | 1 | 9 | 48:68 | 9      |
| 8.    | Streatham Strikers      | 14     | 3  | 2 | 9 | 26:61 | 8      |

### Beste Scorerinnen
| Spieler       | Mannschaft          | Spiele | Tore | Assists | Punkte | Straf- minuten |
| ------------- | ------------------- | ------ | ---- | ------- | ------ | -------------- |
| Helen Stowe   | Oxford City Rockets | 14     | 18   | 14      | 32     | 20             |
| Julie Lester  | Oxford City Rockets | 10     | 17   | 12      | 29     | 18             |
| Kim Strongman | Oxford City Rockets | 11     | 13   | 16      | 29     | 4              |
| Julia Land    | Nottingham          | 14     | 16   | 10      | 26     | 6              |
| Fiona King    | Streatham           | 11     | 18   | 3       | 21     | 2              |
| Lynne Clarke  | Durham              | 13     | 13   | 7       | 20     | 43             |
| Becky Bowles  | Oxford City Rockets | 14     | 12   | 8       | 20     | 10             |

### Beste Torhüterinnen
| Spieler       | Mannschaft           | Sp | Min | SaT | GT | GTS  | SO |
| ------------- | -------------------- | -- | --- | --- | -- | ---- | -- |
| Emma Bowles   | Oxford City Rockets  | 14 | 630 | 244 | 10 | 0,95 | 6  |
| Karen Hare    | Bracknell Queen Bees | 7  | 315 | 113 | 12 | 2,28 | 3  |
| Dawn Blackman | Dundee Royals        | 10 | 330 | 177 | 19 | 3,45 | 1  |

## Final Four

### Halbfinale
| 29. Mai 1993 | Oxford City Rockets | 3:1 | Dundee Royals | Nottingham |

| 29. Mai 1993 | Bracknell Queen Bees | 4:2 | Durham Dynamites | Nottingham |

### Spiel um Platz 3
Ob ein Spiel um die Bronzemedaille stattgefunden hat, ist nicht bekannt, aber wahrscheinlich, da der dritte Platz sowohl in den Vor- als auch in den Folgejahren ausgespielt wurde.
| 30. Mai 1993 | Durham Dynamites | -:- | Dundee Royals | Nottingham |

### Finale
| 30. Mai 1993 | Oxford City Rockets | 4:0 | Bracknell Queen Bees | Nottingham |